# 알베르토 팔로스키
알베르토 팔로스키(이탈리아어: Alberto Paloschi, 1990년 1월 4일, 이탈리아 키아리 ~ )는 이탈리아의 축구 선수로, 현재 세리에 C 시에나 소속의 스트라이커이다.